# Vespa galbula
Vespa galbula är en getingart som beskrevs av Peter Simon Pallas 1771. Vespa galbula ingår i släktet bålgetingar, och familjen getingar. Inga underarter finns listade i Catalogue of Life.